# Pasečnice (odbočka)
Pasečnice (nebo též Odb Pasečnice) byla odbočka, která je po začlenění do stanice Domažlice označována jako Bývalá odbočka Pasečnice. V tomto bodě odbočuje z trati Plzeň – Furth im Wald trať do Plané u Mariánských Lázní. Sousedními dopravnami jsou stanice Česká Kubice (ve směru na Furth im Wald) a Klenčí pod Čerchovem (směrem na Planou), v době, kdy se jednalo o samostatnou odbočku, byly sousední stanicí opačným směrem Domažlice. Místo se nachází v katastrálním území Havlovice u Domažlic. 

## Historie
Odbočka byla dána do provozu 1. srpna 1910, kdy byl zahájen provoz v úseku trati z odbočky do Tachova, který se napojil na již dříve postavenou trať České západní dráhy mezi Plzní a Bavorskem.
Ještě na počátku 21. století se jednalo o samostatnou odbočku s mechanickými návěstidly obsluhovanými ze stavědla odbočky. V roce 2005 bylo v odbočce vybudováno reléové zabezpečovací zařízení a odbočka se stala součástí stanice Domažlice, odkud je dálkově ovládáno zabezpečovací zařízení bývalé odbočky. Do obvodu bývalé odbočky, tj. nově do stanice Domažlice, bylo zahrnuto i bývalé nákladiště Havlovice se zastávkou. Původně byly Havlovice dopravnou D3, která přímo navazovala na odbočku Pasečnice.

## Popis bývalé odbočky
V době své samostatné existence byla odbočka kryta ze všech směrů mechanickými vjezdovými návěstidly: L od Domažlic, S od České Kubice a PS od Poběžovic. V odbočce byly dvě výhybky: č. 1 pro jízdu buď po hlavní trati nebo odbočným směrem a č. 2 do odvratné koleje, která byla boční ochranou hlavní trati. Poloha dopravní kanceláře byla v km 173,903 hlavní trati a v km 5,864 odbočné trati.
Bývalá odbočka Pasečnice je ve stavu v roce 2022 vysunutým zhlavím stanice Domažlice, které je vybaveno reléovým zabezpečovacím zařízením s dálkovým ovládáním z dopravní kanceláře v Domažlicích. Bývalá odbočka je ze strany od Domažlic kryta cestovým návěstidlem Lc92 (původně od roku 2005 Lc1c), od České Kubice vjezdovým návěstidlem KS a od Klenčí pod Čerchovem (resp. bývalého nákladiště Havlovice) cestovým návěstidlem Sc401, ještě před Havlovicemi je pak vjezdové návěstidlo PS, opačně pak odjezdové návěstidlo LP, ta však nepatří do obvodu Pasečnice. V bývalé odbočce jsou celkem tři výhybky: dvě rozhodující výhybky (č. 401 na styku obou tratí a č. 402 do odvratu ve směru od Klenčí do Domažlic) jsou vybaveny elektromotorickými přestavníky, výhybka č. 403, kterou je napojena manipulační kolej bývalého nákladiště Havlovice, je přestavována ručně. Výkolejka Vk401 na této manipulační koleji je vedle třech zmíněných návěstidel čtvrtou hranicí bývalé odbočky.